# Газизова, Лилия Ривкатовна
Лилия Ривкатовна Газизова (6 июня 1972 Казань, РСФСР) — российская поэтесса, переводчица, эссеистка, ответственный секретарь международного журнала "Интерпоэзия" (Нью-Йорк). Член международного ПЕН-клуба (ПЭН-Москва). Член Союза российских писателей. Член Международной федерации журналистов. Заслуженный деятель искусств Республики Татарстан.

## Биография
Родилась в Казани в семье профессора истории. В юности занималась лёгкой атлетикой, была чемпионкой России среди девушек в беге на 400 метров с барьерами. Окончила музыкальную школу по классу скрипки. Золотая медаль - по окончании средней школы. Окончила Казанский медицинский институт и Литературный институт имени Максима Горького (1996). Училась в аспирантуре Института мировой литературы РАН и аспирантуре по философии в КНИТУ-КАИ им.А. Туполева. Шесть лет проработала детским врачом. Пятнадцать лет прослужила консультантом по русской литературе и художественному переводу Союза писателей Татарстана. В 2022 году в Академии наук Татарстана защитила кандидатскую диссертацию по теме «Лирика Габдуллы Тукая в переводах на русский язык: история и поэтика».
В настоящее время преподаёт русскую литературу в университете Эрджиэс в Кайсери (Турция). Является ответственным секретарём международного журнала поэзии "Интерпозия", издающегося в Нью-Йорке.

## Творчество
Лилия Газизова - одна из самых заметных поэтесс своего поколения. Автор пятнадцати сборников стиховторений. Начала печататься с 1987 года. Первая публикация в центральной прессе была в советско-болгарском журнале «Дружба» в 1990 году. Большую роль в творчестве Газизовой сыграла встреча с Анастасией Ивановной Цветаевой, которая рекомендовала её стихи в журнал «Юность» и написала предисловие к первой книге «Чёрный жемчуг».
С 2010 года пишет преимущественно верлибры.
Автор пятнадцати сборников поэзии, изданных в России, Европе и Америке.
Публиковалась в журналах «Новый мир»,«Знамя», «Арион», «Дружба народов», «Октябрь»,«Интерпоэзия», «Юность», «Современная поэзия», «Дети Ра», «Крещатик», «День и ночь», «Сибирские огни», «Зинзивер», «Футурум АРТ», «Поэзия сегодня» (Польша), "Homo legens", "Лиterraтура", в «Литературной газете»,  альманахах «Истоки», «День поэзии», «Поэзия пяти континентов» (Македония), "Паровоз", "Московский год поэзии" и ряде зарубежных антологий.
Стихи Лилии Газизовой переводились на немецкий, английский, французский, польский, румынский, болгарский, македонский, турецкий, армянский, словенский, латышский.
Переводит татарскую и турецкую поэзию на русский язык.
Участник международных литературных фестивалей и книжных ярмарок во Франции, Македонии, Бельгии, Польше, Словении, Румынии, Турции, Финляндии, Эстонии, Армении, Молдове, Украине.  

## Оценка творчества
Стихи Лилии Газизовой настолько не похожи на стихи других поэтесс, настолько оригинальны, что даже и найти им название было нелёгким делом. Они одновременно тянутся и к старине, к истории своего народа, и вместе с тем являются новаторством… А молодость поэтессы предсказывает ей большое будущее, ибо с первой страницы её голос приковывает и чарует. Пожелаем же ей целой череды сборников и порадуемся их богатству.
Анастасия Цветаева, 1992 

Это спокойная, пластическая поэзия. В своей тишине они звучат громче любого навязчивого грохота. Они восстанавливают читателя в его границах и примиряют с подлинной действительностью. 
Юрий Норштейн, 2013

Чем меня заинтересовала живущая в Казани поэтесса Лилия Газизова? Прежде всего — редкой сейчас в потоке модной остранённости и метафорической затуманенности — искренностью поэтического высказывания и — неожиданным жестом, за которым не только темперамент, но и как будто на твоих глазах случившееся переживание. 
Олег Хлебников, 2013

Верлибры Лилии Газизовой — нежные и тонкие - привлекают психологизмом, сдержанной эмоциональностью и кажущейся простотой, за которой - мастерство и большой труд. Им свойственен ненавязчивый восточный орнаментализм. Но главное — в них видна глубока и притягательная личность автора, которой есть что явить миру. 
Андрей Грицман, 2016

И с первого прочтения узнаю характерное для тюркских языков строение предложения. Которое звучит удивительно свежо по-русски, обогащает русский язык какими-то новыми интонационными ходами. И при этом – широчайший лексический диапазон, богатство интонации, тщательная выстроенность стихотворения, незаметно подводящего нас, читателей, к парадоксальному финалу.

Бахыт Кенжеев, 2018

## Литературная деятельность
Автор идеи и организатор Международного Хлебниковского фестиваля ЛАДОМИР (проводится ежегодно в Казани и Елабуге с 2012 года по настоящее воремя).
Автор идеи и организатор Международного поэтического фестиваля им. Н. Лобачевского (проводился ежегодно в Казани в период 2011 - 2018). Это единственный в мире литературный фестиваль, который носит имя математика. Его важной составляющей являлась научная конференция «Влияние неевклидовой геометрии на художественное сознание».
Организатор (совместно с журналом «Дружба народов») Международного фестиваля «Литературная Универсиада в Казани» (2013).
Организатор традиционного Осеннего бала поэзии в Казани (проводился ежегодно в Казани в период 1997 - 2017).

### Интервью
- Сидорова Т. Если можешь помочь, помоги! // Аргументы и факты Казань. — 2011, 23 марта.
- Коровин А. Казань учит толерантности // Независимая газета. — 2012, 07 июня.
- Месяц В. Заговор поэтов // Гвидеон. — 2012, 09 июня. Архивировано 7 марта 2016 года.
- Семёнова Е. Княжеская кровь (недоступная ссылка — история) // Независимая газета. — 2016, 13 октября.

### Награды и премии
- Лауреат всероссийской литературной премии им. Г. Державина (2003)[1]
- Дипломант журналистской премии им. А. Боровика «Честь. Мужество. Мастерство» (2009)[2]
- Лауреат литературной премии имени А. Ахматовой журнала «Юность» (2012)[3]
- Лауреат литературной премии имени В. Берестова (2012)
- Лауреат премии журнала «Дети Ра» (2012)[4],  (2016)[5]

## Семья
Была замужем за поэтом Андреем Новиковым (1974 - 2014). В 2022 году вышла замуж за бельгийского музыканта Алена Жанти.